# Futboll Klub Partizani 2012-2013

## Rosa
| N. |                    | Ruolo | Calciatore      |
| -- | ------------------ | ----- | --------------- |
| -  | Albania (bandiera) | P     | Fabio Gjonikaj  |
| 3  | Albania (bandiera) | D     | Andrelis Pashaj |
| 5  | Albania (bandiera) | D     | Klaudio Çema    |
| -  | Albania (bandiera) | D     | Fatjon Tafaj    |
| -  | Albania (bandiera) | D     | Albert Alçani   |
| -  | Albania (bandiera) | D     | Elvis Prençi    |
| -  | Nigeria (bandiera) | D     | Felix Udoh      |
| 4  | Albania (bandiera) | C     | Jozef Thana     |
| -  | Albania (bandiera) | C     | Mustafa Agastra |
| -  | Albania (bandiera) | C     | Bledar Devolli  |
| -  | Nigeria (bandiera) | C     | Oshobe Oladele  |

| N. |                    | Ruolo | Calciatore     |  |
| -- | ------------------ | ----- | -------------- |  |
| -  | Albania (bandiera) | C     | Sokol Ishka    |  |
| -  | Albania (bandiera) | C     | Oriand Abazaj  |  |
| -  | Albania (bandiera) | C     | Erlis Frashëri |  |
| -  | Albania (bandiera) | C     | Gerald Tushe   |  |
| -  | Albania (bandiera) | C     | Endri Lala     |  |
| 9  | Albania (bandiera) | A     | Klaus Nika     |  |
| -  | Albania (bandiera) | A     | Enio Petro     |  |
| -  | Albania (bandiera) | A     | Julian Malo    |  |
| -  | Albania (bandiera) | A     | Salvador Sulçe |  |
| -  | Albania (bandiera) | A     | Mateus Levendi |  |
| -  | Albania (bandiera) | A     | Enri Tafaj     |  |